# InSight

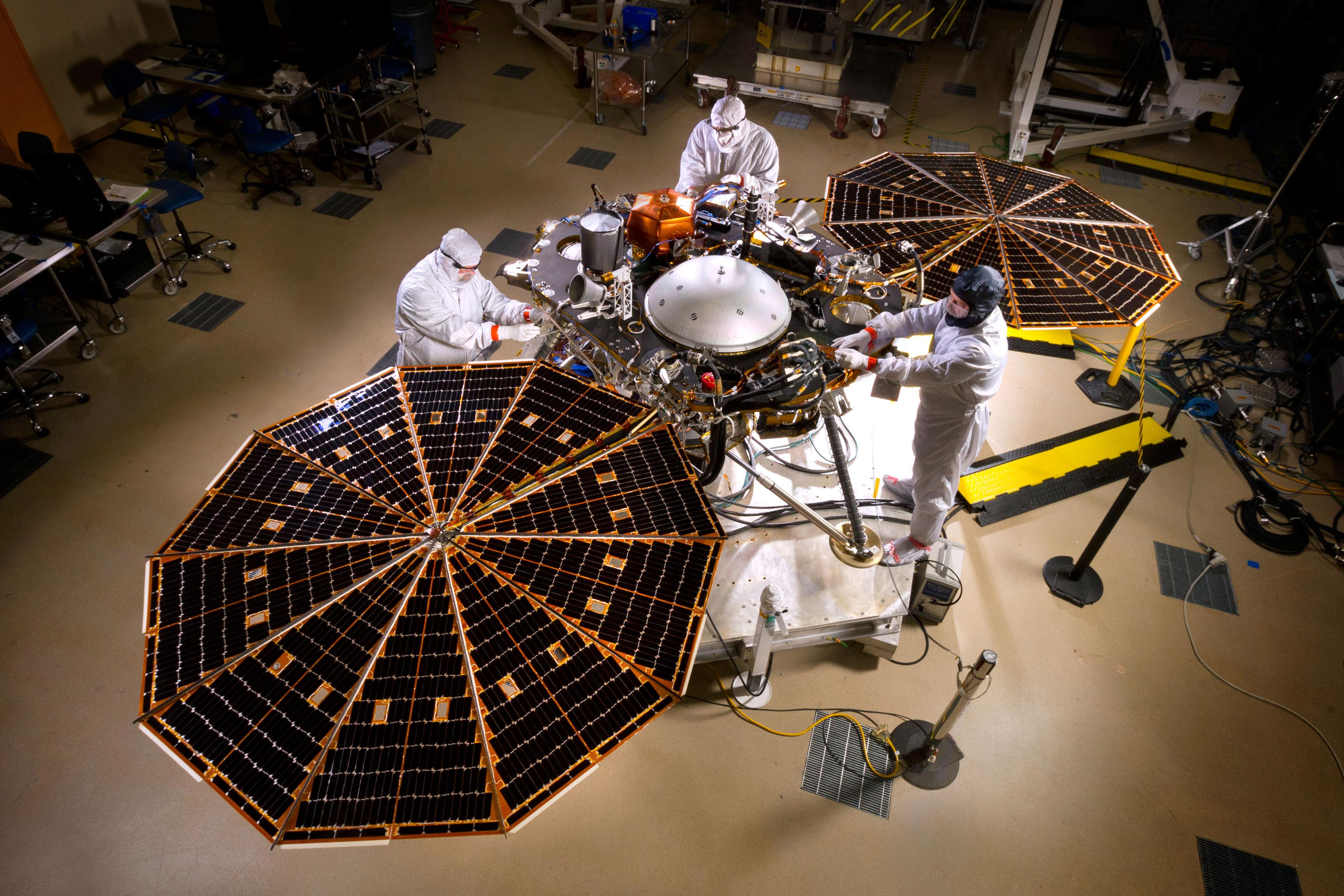
InSight in het laboratorium (2015)

InSight (backroniem van Interior Exploration using Seismic Investigations, Geodesy and Heat Transport) was een missie van NASA’s Discoveryprogramma om de inwendige structuur van de planeet Mars te onderzoeken. Behalve een missie naar Mars was het ook een onderzoek naar het ontstaan van de binnenste rotsachtige planeten van het zonnestelsel, met inbegrip van de Aarde. Deze planeten ontstonden meer dan vier miljard jaren geleden. 
Door middel van geofysische instrumenten was InSight diep onder het Marsoppervlak op zoek naar resten van de processen die de vorming van dit soort planeten tot stand hebben gebracht. De sonde mat ook de "vitale signalen" van de planeet: haar "pols" (seismologie), haar "temperatuur" (warmteoverdracht) en "reflexen" (met nauwkeurige metingen van de baan).
Op 15 december 2022 verloor NASA het contact met InSight en op 21 december 2022 verklaarde NASA de missie als beëindigd. 

## Achtergrond
Eerdere Marsmissies hebben slechts de geschiedenis van het oppervlak van de rode planeet onderzocht. Zo werden valleien, vulkanen, rotsen en de bodem onderzocht maar er is geen onderzoek gedaan naar de vroege evolutie van de planeet, waarvan de resten diep onder het oppervlak te vinden zijn.
Doordat Mars minder geologisch actief is geweest – Mars heeft bijvoorbeeld geen platentektoniek zoals de Aarde die wel heeft – is haar geschiedenis nauwkeuriger bewaard gebleven in de bouwstenen van de planeet: de kern, de mantel en de korst. Door studie van de grootte, dikte, dichtheid en algemene structuur van de kern, de mantel en de korst, alsook de meting van de hoeveelheid warmte die uit het binnenste van Mars opstijgt naar het oppervlak hoopt men inzicht te krijgen in de evolutionaire processen van alle rotsachtige planeten in het zonnestelsel.
Mars is ideaal wat betreft onderzoek naar planeetvorming omdat zij groot genoeg is om inwendige opwarming en differentiatieprocessen (scheiding in korst, mantel en kern) te hebben ondergaan die de andere aardachtige planeten (Aarde, Venus, Mercurius en de Maan) vormden. Maar Mars is ook klein genoeg om de handtekening van deze processen te bewaren gedurende de volgende vier miljard jaren.

## Ruimtevaartuig en lading
De InSight-missie gebruikt dezelfde methoden als de Orionlander van de Phoenixmissie in 2007 die het oppervlakteijs onderzocht op de noordpool van Mars. Die missie was een succesvol ontwerp van Lockheed Martin Space Systems in Colorado zodat het niet nodig was om volledig nieuwe technologie te ontwerpen.
De lading bestaat uit de volgende wetenschappelijke instrumenten: het seismisch experiment voor bepaling van de inwendige structuur (SEIS), het experiment voor de meting van de warmtestromen en een experiment voor het meten van diverse fysische parameters (HP3). Ten slotte is er het Rotatie en Inwendige Structuur Experiment (RISE) van het Jet Propulsion Laboratory dat de communicatie van de ruimtesonde zal gebruiken voor een zeer nauwkeurige meting van de rotatie van de planeet.

### Mars Cube One
Samen met de Marslander werden twee kleine ruimtesondes met een CubeSat-formaat gelanceerd. Deze sondes genaamd Mars Cube One (MarCO A en B) werden ontworpen om de telemetrie van de lander zo snel mogelijk na de landing naar Aarde door te sturen. De CubeSats hadden geen aandrijving om in een baan om Mars te komen en maakten zodoende slechts een scheervlucht langs Mars. Door de inzet van deze experimentele CubeSats die als technologiedemonstrator meegingen was binnen acht minuten bekend dat InSight was geland. Met de (verouderde) satellieten die om Mars cirkelen zou dit meer dan een uur hebben geduurd. 
Een kwartier voor de landing bleken de MarCO’s naar behoren te werken en ongeveer een halfuur na de landing ging zoals verwacht het contact tussen InSight en de MarCO’s verloren. Het contact tussen de MarCO’s en de Aarde bleef nog tot 29 december 2018 doorgaan.

## Details van de missie

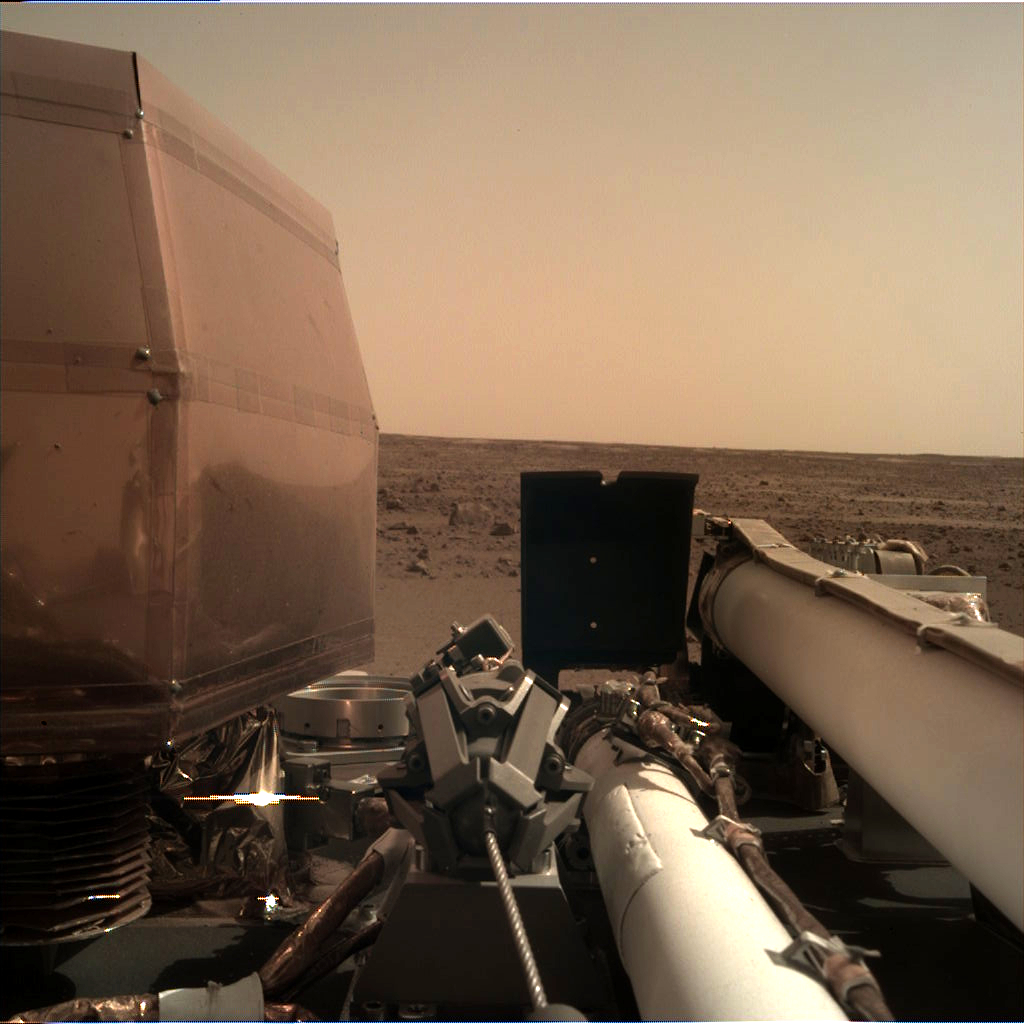
foto kort na de landing genomen

- De lancering stond oorspronkelijk gepland tussen 4 en 30 maart 2016 maar werd uitgesteld vanwege een lek in het SEIS-instrument.[2] De lancering vond plaats op 5 mei 2018 om 11:05 UTC bij de opening van het lanceervenster, vanaf Lanceercomplex SLC-3E van Vandenberg Air Force Base met een Atlas V 401. Dit is hoogst ongebruikelijk voor interplanetaire vluchten. Normaliter worden die vanaf Cape Canaveral gelanceerd. Maar door de voor dit type raket betrekkelijk lichte vracht is de extra impuls van de draaiing van Aarde niet nodig, en is besloten vanaf het minder druk bezette lanceercomplex in Californië naar het zuiden te lanceren.[3]  Na ruim een uur in een polaire parkeerbaan te hebben doorgebracht werd de RL-10-hoofdmotor van de Centaur-trap herstart om de Aarde te verlaten. Na anderhalf uur werden InSight en de twee MarCO’s losgekoppeld. Het lanceervenster duurde van 5 mei tot 8 juni 2018 en kon dagelijks gedurende twee uur vanaf 11:05 UTC geopend worden met iedere 5 minuten een lanceermogelijkheid.
- Landing: InSight is op 26 november 2018 geland in het gebied Elysium Planitia, een vlakte nabij de evenaar, op ongeveer 600 km afstand van de Gale-krater waar Curiosity geland is. Ook de twee meegestuurde MarCO’s werkten naar behoren. Om 19:54 UTC kwam het signaal dat de “touchdown” bevestigde binnen. Enkele minuten later volgde een eerste foto van de camera van InSight.  Zo’n 16 minuten na de landing, nadat een potentiële stofwolk als gevolg van de propulsieve landing vrijwel zeker was opgelost, moesten de zonnepanelen uitvouwen. Telemetrie daarover liet echter nog op zich wachten omdat dit via Mars-satelliet Mars Odyssey moest worden verstuurd. De MarCO’s waren op dat moment al buiten bereik geraakt. Rond 03:00 UTC op 27 november kwam het bericht binnen dat de zonnepanelen waren ontplooid en in werking waren.

## Problemen bij het boren
Het boren met de Mole stokte aanvankelijk omdat de grondboor in een laag duricrust niet dieper kwam. Doordat de structuur van het duricrust niet genoeg weerstand bood bleef de boor op dezelfde plaats hameren en draaien zonder dieper te komen. In oktober 2019 werd het boren hervat. Daarbij werd de boor steeds zijwaarts geduwd om zo de benodigde wrijving te veroorzaken. Na enkele dagen liep de boor echter weer vast.

## Verlenging missie
Op 8 januari 2021 maakte NASA bekend dat ze, op advies van een onafhankelijke commissie, de missie verlengden tot december 2022. In datzelfde advies werd overigens ook de verlenging van Jupitermissie Juno aanbevolen. Door stof op de zonnepanelen en minder zonlicht in de Marswinter is het einde van de missie in zicht.

## Resultaten
Met de seismograaf kunnen twee soorten bevingen worden opgevangen:
- Marsbevingen, die in het binnenste van de planeet ontstaan, en waarvan de golven deels via het inwendige, deels via het oppervlak van de planeet de seismograaf bereiken.
- Bevingen veroorzaakt door meterorietinslagen, die rond 200 maal per jaar voorkomen.[6] Doordat Mars geen atmosfeer heeft, bereiken veel meer meteorieten het oppervlak dan op Aarde het geval is.

In juli 2021 werd geconcludeerd uit de signalen van Marsbevingen dat de kern van Mars vloeibaar is.

Op 24 december 2021 werden sterke trillingen gemeten. Deze bleken veroorzaakt te zijn door de inslag van een meteoor, die zo blijk uit waarnemingen van een satelliet, een nieuwe krater had gevormd met een diameter van 150 kilometer. Tot dat moment had het instrument 1.300 trillingen gemeten. Daaronder zaten geen oppervlaktegolven. In dit geval was er wel een oppervlaktegolf, die een hogere frequentie heeft. Zo'n oppervlaktegolf levert informatie op over de structuur van de korst. De onderzoekers concludeerden dat de korst tussen de InSight en de krater vermoedelijk een hogere dichtheid heeft dan de korst direct onder het instrument van InSight.

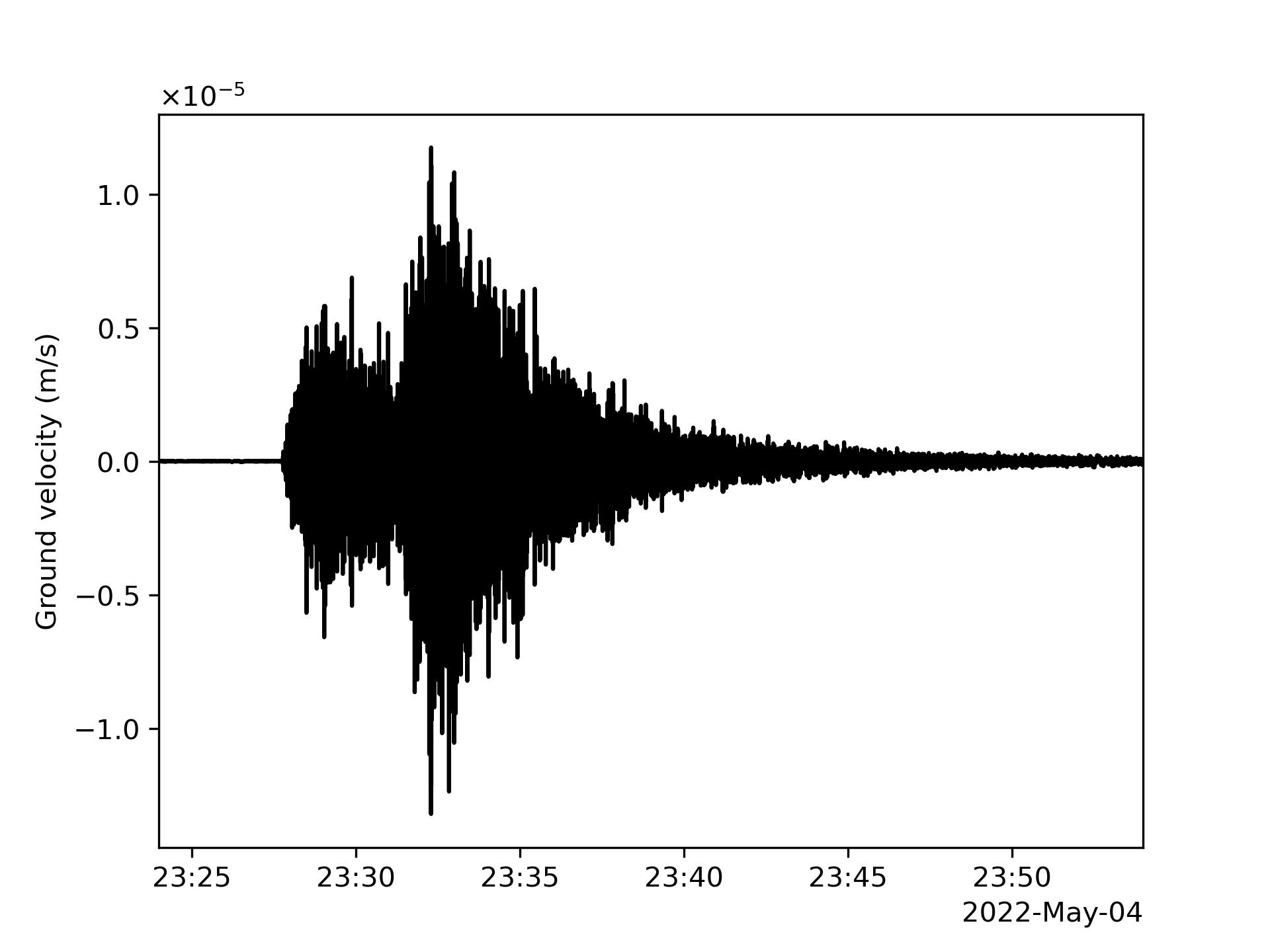
Seismogram van de marsbeving op 4 mei 2022 gemeten door Insight

Op 4 mei 2022 werd een marsbeving van ca. 5 gemeten, de zwaarste van de meer dan 1300 geconstateerde bevingen sinds december 2018. Het zou toch kunnen duiden op platentektoniek.
Verder onderzoek van de gegevens bracht in 2024 aan het licht dat er zich tussen 11,5 en 20km onder het marsoppervlak grote hoeveelheden water ligt opgeslagen in de rotsachtige bodem.

## Acroniemen
- SEIS: Seismic Experiment for Interior Structure
- HP3: Heat Flow and Physical Properties Package
- RISE: Rotation and Interior Structure Experiment